# Vlasta Urbanová
Vlasta Urbanová (* 22. května 1914, Rosice nad Labem – 22. října 2004, Praha) byla českou operní pěvkyní – koloraturní sopranistkou Národního divadla v Praze.

## Život
Otec Vlasty Urbanové, Ing. Bohumil Urban byl finančním komisařem cukrovaru v Rosicích nad Labem, nyní místní části Pardubic. Byl velmi dobrým zpěvákem, umělecky vzdělaným
a jeho přáním bylo, aby se Vlasta stala pěvkyní. Po maturitě na pardubickém gymnáziu v roce 1933 Vlasta Urbanová odešla do Prahy studovat na Pedagogické fakultě University Karlovy. Do Prahy se zanedlouho odstěhovali i její rodiče. V r. 1935 však rada Urban tragicky zahynul a dcera Vlasta musela přerušit studium a jít vyučovat. Dále se vzdělávala na soukromé pedagogické akademii. Jejím zájmem však byla stále jen hudba. Zpěv studovala u nejlepších pedagogů, u L.Kadeřábka, O.Valouškové, T.Pattiery, R.F.Wolfa, H.Petriové a G.Hesse. Vystupovala příležitostně na koncertech i v rozhlase.

## Kariéra
Svoji profesionální pěveckou kariéru započala v roce 1941 jako sólistka opery Státního divadla v Ostravě (1941–1943). Velký úspěch její Gildy v Rigolettu se španělským barytonem Celestino Sarobe podnítil šéfa opery Národního divadla v Praze prof. Václava Talicha k pozvání Vlasty Urbanové k hostování v Národním divadle v opeře Kouzelná flétna a k účinkování ve zpívaném filmu „Orfeus" s orchestrem Národního divadla pod taktovkou šéfa Talicha. V letech 1943–1944 působila u pražského studia kresleného filmu AFIT (Ateliér filmových triků), které mělo v plánu tvorbu kreslené filmové opery.
V letech 1945–1948 byla sólistkou opery Divadla 5. května. Přijala tam pevné angažmá a zpívala hned obě první premiéry, Ludiši v Braniborech a titulní roli Violety v Traviatě. V letech 1946 - 47 vystupovala v Belgii, Nizozemí a Švýcarsku. V Národním divadle hostovala v letech 1948–1952 a od 1.10.1952 byla angažována jako sólistka. Působila tam do 31.3.1973, kdy odešla do důchodu. Provedla zde mnoho krásných rolí, zejména v operách Verdiho, Pucciniho, Bizeta, Gounoda a také Mozarta. V letech 1957–1958 zpívala v NDR a NSR mj. Královnu noci (Mozart:Kouzelná flétna) a Donnu Annu (týž:Don Giovanni), v roce 1964 v Itálii s operou Národního divadla zpívala titulní roli Hábovy Matky (natočila ji též na desky).
Provdala se za dirigenta Národního divadla Jiřího Jirouše, se kterým žila až do své smrti v roce 2004.

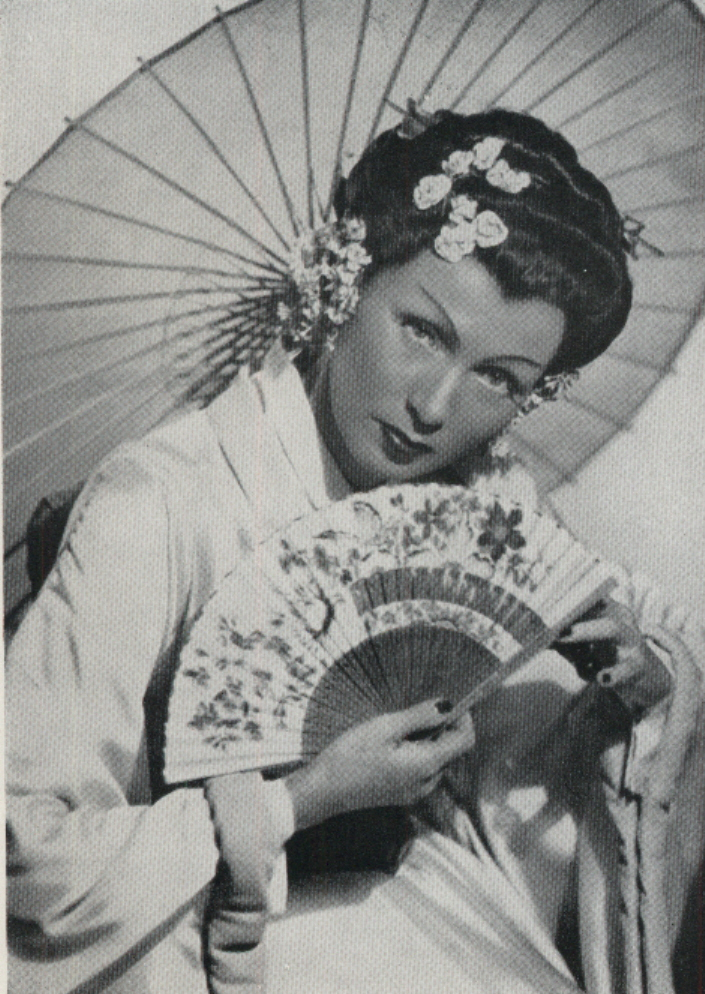
Madame Butterfly
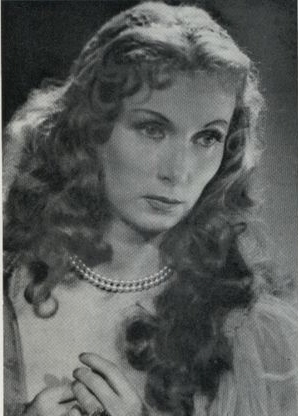
Othello
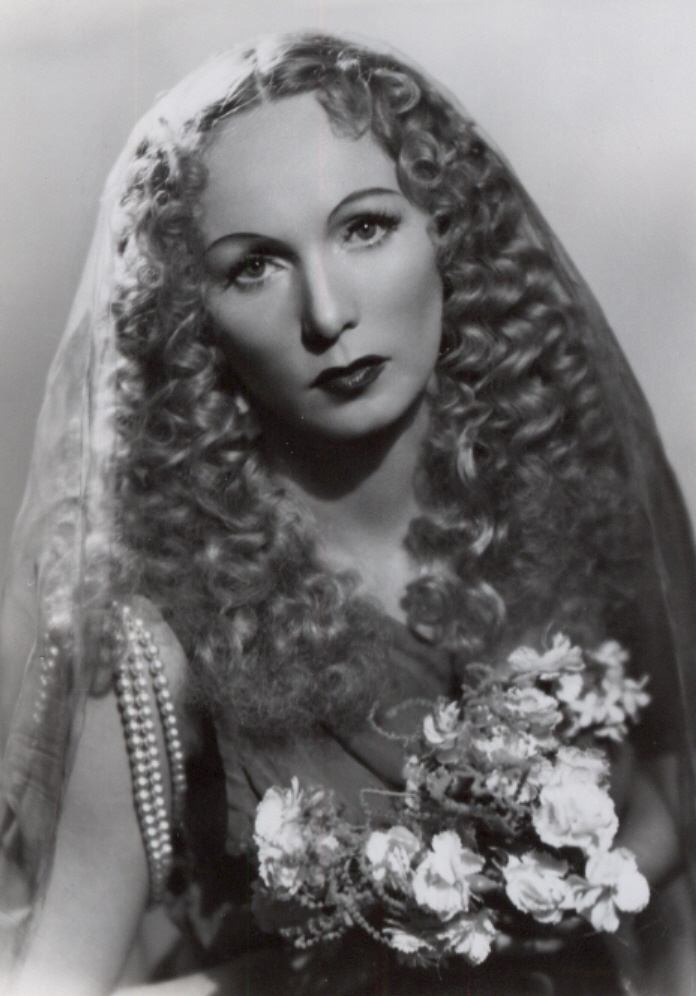
Rusalka

### Nahrávky
- Hábova opera Matka
- Scény z oper Smrt kmotřička a Tři zlaté vlasy
- Pastorela V.U. Dobrou noc můj Ježíšku, pastorela Rozmilý slavíčku Archivováno 30. 7. 2020 na Wayback Machine.